# Leislers flagermus
Leislers flagermus (Nyctalus leisleri) er en flagermus i familien barnæser. Den er udbredt i Europa nordpå til Nordtyskland. Den er særligt almindelig i Irland. Mod syd findes den til Nordafrika og østpå til Iran og Uzbekistan. Leislers flagermus er konstateret en enkelt gang i Danmark i 2003. Den er vurderet som utilstrækkelige data på den danske rødliste 2019.